# 대한민국 제6대 국회

## 임기
4년 (1963년 12월 17일 ~ 1967년 6월 30일) - 대한민국 제3공화국 헌법(대한민국헌법 [전부개정 1962.12.26 헌법 제6호])에 의해 임기 종료일이 1967년 6월 30일로 지정되었다.

## 국회의 구성
대한민국 의정 사상 최초로 비례대표제(전국구)를 채택하였다.

### 의장·부의장
|            | 1963년 12월 17일 ~ 1965년 12월 16일 | 1963년 12월 17일 ~ 1965년 12월 16일 | 1965년 12월 17일 ~ 1967년 6월 30일 | 1965년 12월 17일 ~ 1967년 6월 30일 |
| 국회의장   | 이효상                              | 이효상                              | 이효상                             | 이효상                             |
| 국회부의장 | 장경순                              | 나용균                              | 장경순                             | 이상철                             |

### 정당별 구성
| 교섭단체명 | 정당명     | 1963년 총선 당시 | 1963년 총선 당시 | 1963년 총선 당시    | 1967년 총선 당시    | 1967년 총선 당시    | 1967년 총선 당시 |
| 교섭단체명 | 정당명     | 지역구           | 비례대표         | 합계                | 지역구              | 비례대표            | 합계             |
| ---------- | ---------- | ---------------- | ---------------- | ------------------- | ------------------- | ------------------- | ---------------- |
| 민주공화당 | 민주공화당 | 88석             | 22석             | 110석               | 83석                | 23석                | 106석            |
| 신민당     | 신민당     |                  |                  |                     | 30석                | 20석                | 50석             |
| 민정당     | 민정당     | 27석             | 14석             | 41석                | 신민당으로 승계     | 신민당으로 승계     | 신민당으로 승계  |
| 삼민회     |            |                  |                  |                     |                     |                     |                  |
| 민주당     | 9석        | 5석              | 14석             | 신민당으로 승계     | 신민당으로 승계     | 신민당으로 승계     |                  |
| 자유민주당 | 6석        | 3석              | 9석              | 민정당으로 흡수합당 | 민정당으로 흡수합당 | 민정당으로 흡수합당 |                  |
| 국민의당   | 2석        |                  | 2석              | 민주당으로 흡수합당 | 민주당으로 흡수합당 | 민주당으로 흡수합당 |                  |
| 비교섭단체 |            |                  |                  |                     |                     |                     |                  |
| 무소속     |            |                  |                  | 1석                 | 1석                 | 2석                 |                  |
| 계         | 계         | 131석            | 44석             | 175석               | 114석               | 44석                | 158석            |

### 상임위원회
| 위원회         | 이름   | 소속정당   |
| -------------- | ------ | ---------- |
| 국회운영위원회 | 김용순 | 민주공화당 |
| 법제사법위원회 | 백남억 | 민주공화당 |
| 재정경제위원회 | 김성곤 | 민주공화당 |
| 외무위원회     | 김동환 | 민주공화당 |
| 국방위원회     | 김종갑 | 민주공화당 |
| 내무위원회     | 길재호 | 민주공화당 |
| 문교공보위원회 | 최영두 | 민주공화당 |
| 교통체신위원회 | 박승규 | 민주공화당 |
| 농림위원회     | 권오훈 | 민주공화당 |
| 상공위원회     | 정태성 | 민주공화당 |
| 보건사회위원회 | 정헌조 | 민주공화당 |
| 건설위원회     | 김택수 | 민주공화당 |

| 위원회         | 이름   | 소속정당   |
| -------------- | ------ | ---------- |
| 국회운영위원회 | 현오봉 | 민주공화당 |
| 법제사법위원회 | 김봉환 | 민주공화당 |
| 재정경제위원회 | 양순직 | 민주공화당 |
| 외무위원회     | 변종봉 | 민주공화당 |
| 국방위원회     | 민병권 | 민주공화당 |
| 내무위원회     | 조시형 | 민주공화당 |
| 문교공보위원회 | 이돈해 | 민주공화당 |
| 교통체신위원회 | 정래정 | 민주공화당 |
| 농림위원회     | 김주인 | 민주공화당 |
| 상공위원회     | 김재순 | 민주공화당 |
| 보건사회위원회 | 김성철 | 민주공화당 |
| 건설위원회     | 서상린 | 민주공화당 |

## 역사
제6대 국회에서 제출된 의안은 총 1,194건이며, 이중 가결 671건(전체의 56%), 부결 7건, 폐기 266건, 철회 33건 등 총 977건이 처리되었고(82%), 임기만료로 인한 폐기는 217건이었다.
- 민정이양과 민주공화당 등장

- 한일협정비준동의와 여야대립

- 월남파병동의

## 의석 변동
| 날짜             | 이름            | 소속정당            | 선거구             | 사유                                           | 정당별 증감 | 의석 수                                                                         |
| ---------------- | --------------- | ------------------- | ------------------ | ---------------------------------------------- | ----------- | ------------------------------------------------------------------------------- |
| 1964년 8월 8일   | 민영남          | 자유민주당 → 무소속 | 전남 해남군        | 제명                                           | ±1          | 민주공화당 110석 민정당 40석 민주당 14석 자유민주당 8석 국민의당 2석 무소속 1석 |
| 1964년 10월 5일  |                 | 국민의당 → 민주당   |                    | 흡수합당                                       | ±2          | 민주공화당 110석 민정당 40석 민주당 16석 자유민주당 8석 무소속 1석              |
| 1964년 10월 8일  | 유진산          | 민정당 → 무소속     | 전국구             | 제명                                           | ±1          | 민주공화당 110석 민정당 39석 민주당 16석 자유민주당 8석 무소속 2석              |
| 1964년 11월 27일 |                 | 자유민주당 → 민정당 |                    | 흡수합당                                       | ±7          | 민주공화당 110석 민정당 46석 민주당 16석 무소속 3석                             |
| 1964년 11월 27일 | 소선규          | 자유민주당 → 무소속 | 전국구             | 합당 불참                                      | ±1          | 민주공화당 110석 민정당 46석 민주당 16석 무소속 3석                             |
| 1965년 5월 11일  |                 | 민정당 → 민중당     |                    | 합당                                           | ±47         | 민주공화당 110석 민중당 62석 무소속 3석                                         |
| 1965년 5월 11일  |                 | 민주당 → 민중당     |                    | 합당                                           | ±16         | 민주공화당 110석 민중당 62석 무소속 3석                                         |
| 1965년 8월 9일   | 유진산          | 무소속 → 민중당     | 전국구             | 입당                                           | ±1          | 민주공화당 110석 민중당 63석 무소속 2석                                         |
| 1965년 8월 12일  | 강문봉          | 민중당 → 무소속     | 전국구             | 제명                                           | ±2          | 민주공화당 110석 민중당 61석 무소속 4석                                         |
| 1965년 8월 12일  | 최희송          | 민중당 → 무소속     | 전국구             | 제명                                           | ±2          | 민주공화당 110석 민중당 61석 무소속 4석                                         |
| 1965년 8월 13일  | 정일형          | 민중당              | 서울 중구          | 한일협정에 반대하며 사퇴                       | -7          | 민주공화당 110석 민중당 56석 무소속 4석                                         |
| 1965년 8월 13일  | 김재광          | 민중당              | 서울 서대문구 갑   | 한일협정에 반대하며 사퇴                       | -7          | 민주공화당 110석 민중당 56석 무소속 4석                                         |
| 1965년 8월 13일  | 윤제술          | 민중당              | 서울 서대문구 을   | 한일협정에 반대하며 사퇴                       | -7          | 민주공화당 110석 민중당 56석 무소속 4석                                         |
| 1965년 8월 13일  | 서민호          | 민중당              | 서울 용산구        | 한일협정에 반대하며 사퇴                       | -7          | 민주공화당 110석 민중당 56석 무소속 4석                                         |
| 1965년 8월 13일  | 정성태          | 민중당              | 전남 광주시 갑     | 한일협정에 반대하며 사퇴                       | -7          | 민주공화당 110석 민중당 56석 무소속 4석                                         |
| 1965년 8월 13일  | 윤보선 → 임차주 | 민중당              | 전국구(민정당)     | 한일협정에 반대하며 사퇴                       | -7          | 민주공화당 110석 민중당 56석 무소속 4석                                         |
| 1965년 8월 13일  | 김도연 → 김재위 | 민중당              | 전국구(자유민주당) | 한일협정에 반대하며 사퇴                       | -7          | 민주공화당 110석 민중당 56석 무소속 4석                                         |
| 1965년 9월 2일   | 정해영 → 이우태 | 민중당              | 전국구(민정당)     | 한일협정에 반대하며 사퇴                       | -7          | 민주공화당 109석 민중당 56석 무소속 4석                                         |
| 1965년 9월 2일   | 이병옥          | 민주공화당          | 전북 부안군        | 선거무효                                       | -1          | 민주공화당 109석 민중당 56석 무소속 4석                                         |
| 1965년 9월 13일  | 이병옥          | 민주공화당          | 전북 부안군        | 재보궐선거 당선                                | +1          | 민주공화당 110석 민중당 56석 무소속 4석                                         |
| 1965년 10월 12일 | 조재천 → 계광순 | 민중당              | 전국구(민주당)     | 조재천 사퇴 계광순 승계                        |             | 민주공화당 110석 민중당 56석 무소속 4석                                         |
| 1965년 11월 9일  | 신인우          | 민중당              | 서울 중구          | 재보궐선거 당선                                | +3          | 민주공화당 110석 민중당 59석 정민회 1석 한국독립당 1석 무소속 4석               |
| 1965년 11월 9일  | 김상현          | 민중당              | 서울 서대문구 갑   | 재보궐선거 당선                                | +3          | 민주공화당 110석 민중당 59석 정민회 1석 한국독립당 1석 무소속 4석               |
| 1965년 11월 9일  | 홍영기          | 민중당              | 서울 서대문구 을   | 재보궐선거 당선                                | +3          | 민주공화당 110석 민중당 59석 정민회 1석 한국독립당 1석 무소속 4석               |
| 1965년 11월 9일  | 김두한          | 한국독립당          | 서울 용산구        | 재보궐선거 당선                                | +1          | 민주공화당 110석 민중당 59석 정민회 1석 한국독립당 1석 무소속 4석               |
| 1965년 11월 9일  | 유수현          | 정민회              | 전남 광주시 갑     | 재보궐선거 당선                                | +1          | 민주공화당 110석 민중당 59석 정민회 1석 한국독립당 1석 무소속 4석               |
| 1966년 6월 16일  | 강문봉          | 무소속 → 민중당     | 전국구(민정당)     | 입당                                           | ±1          | 민주공화당 110석 민중당 60석 정민회 1석 한국독립당 1석 무소속 3석               |
| 1966년 8월 16일  | 유수현          | 정민회 → 무소속     | 전남 광주시 갑     | 제명                                           | ±1          | 민주공화당 110석 민중당 60석 한국독립당 1석 무소속 4석                          |
| 1966년 9월 24일  | 김두한          | 한국독립당          | 서울 용산구        | 국회 오물투척사건으로 사퇴                     | -1          | 민주공화당 110석 민중당 60석 무소속 4석                                         |
| 1966년 10월 8일  | 류홍            | 민중당 → 무소속     | 전국구             | 제명                                           | ±2          | 민주공화당 110석 민중당 59석 무소속 5석                                         |
| 1966년 10월 8일  | 김성용          | 민중당 → 무소속     | 전국구             | 제명                                           | ±2          | 민주공화당 110석 민중당 59석 무소속 5석                                         |
| 1966년 11월 4일  | 김성용 → 한근조 | 무소속 → 민중당     | 전국구(민주당)     | 김성용 사퇴 성원경 승계거부, 한근조 승계       |             | 민주공화당 110석 민중당 59석 무소속 5석                                         |
| 1966년 12월 30일 | 한근조 → 이태용 | 민중당              | 전국구(민주당)     | 한근조 승계거부 이태용 승계                    |             | 민주공화당 110석 민중당 59석 무소속 5석                                         |
| 1967년 1월 23일  | 최희송          | 무소속 → 민주공화당 | 전국구(민주당)     | 입당                                           | ±1          | 민주공화당 111석 민중당 59석 무소속 4석                                         |
| 1967년 2월 4일   | 소선규          | 무소속 → 민중당     | 전국구(자유민주당) | 입당                                           | ±1          | 민주공화당 111석 민중당 60석 무소속 3석                                         |
| 1967년 2월 11일  |                 | 민중당 → 신민당     |                    | 신한당과 합당                                  | ±59         | 민주공화당 111석 신민당 61석 무소속 2석                                         |
| 1967년 2월 11일  | 유수현          | 무소속 → 신민당     | 전남 광주시 갑     | 입당                                           | ±1          | 민주공화당 111석 신민당 61석 무소속 2석                                         |
| 1967년 2월 20일  | 김준연          | 신민당              | 전남 영암군·강진군 | 신민당 탈당으로 의원직 상실                    | -1          | 민주공화당 111석 신민당 60석 무소속 2석                                         |
| 1967년 3월 13일  | 전진한          | 신민당              | 서울 종로구        | 신민당 탈당으로 의원직 상실                    | -1          | 민주공화당 111석 신민당 59석 무소속 2석                                         |
| 1967년 4월 28일  | 나용균          | 신민당              | 전북 정읍군        | 신민당 탈당으로 의원직 상실                    | -1          | 민주공화당 111석 신민당 58석 무소속 2석                                         |
| 1967년 5월 4일   | 엄정주          | 민주공화당          | 강원 영월군·정선군 | 사퇴                                           | -1          | 민주공화당 110석 신민당 58석 무소속 2석                                         |
| 1967년 5월 10일  | 이동진          | 민주공화당          | 충북 영동군        | 민주공화당 탈당으로 의원직 상실                | -1          | 민주공화당 109석 신민당 54석 무소속 2석                                         |
| 1967년 5월 10일  | 신인우          | 신민당              | 서울 중구          | 신민당 탈당으로 의원직 상실                    | -4          | 민주공화당 109석 신민당 54석 무소속 2석                                         |
| 1967년 5월 10일  | 이희승          | 신민당              | 충북 충주시·중원군 | 신민당 탈당으로 의원직 상실                    | -4          | 민주공화당 109석 신민당 54석 무소속 2석                                         |
| 1967년 5월 10일  | 강선규          | 신민당              | 경남 마산시        | 신민당 탈당으로 의원직 상실                    | -4          | 민주공화당 109석 신민당 54석 무소속 2석                                         |
| 1967년 5월 10일  | 최수용          | 신민당              | 경남 진해시·창원군 | 신민당 탈당으로 의원직 상실                    | -4          | 민주공화당 109석 신민당 54석 무소속 2석                                         |
| 1967년 5월 11일  | 류성권          | 신민당              | 서울 성동구 갑     | 신민당 탈당으로 의원직 상실                    | -1          | 민주공화당 109석 신민당 53석 무소속 2석                                         |
| 1967년 5월 12일  | 인태식          | 민주공화당          | 충남 당진군        | 민주공화당 탈당으로 의원직 상실                | -2          | 민주공화당 107석 신민당 53석 무소속 2석                                         |
| 1967년 5월 12일  | 박승규          | 민주공화당          | 전남 담양군·장성군 | 민주공화당 탈당으로 의원직 상실                | -2          | 민주공화당 107석 신민당 53석 무소속 2석                                         |
| 1967년 5월 13일  | 홍영기          | 신민당              | 서울 서대문구 을   | 신민당 탈당으로 의원직 상실                    | -3          | 민주공화당 107석 신민당 50석 무소속 2석                                         |
| 1967년 5월 13일  | 진형하          | 신민당              | 충남 대전시        | 신민당 탈당으로 의원직 상실                    | -3          | 민주공화당 107석 신민당 50석 무소속 2석                                         |
| 1967년 5월 13일  | 고형곤          | 신민당              | 전북 군산시·옥구군 | 신민당 탈당으로 의원직 상실                    | -3          | 민주공화당 107석 신민당 50석 무소속 2석                                         |
| 1967년 5월 13일  | 류진 → 박중한   | 신민당              | 전국구(민정당)     | 신민당 탈당으로 의원직 상실                    | -3          | 민주공화당 107석 신민당 50석 무소속 2석                                         |
| 1967년 5월 15일  | 황호현          | 민주공화당          | 강원 횡성군·평창군 | 민주공화당 탈당으로 의원직 상실                | -1          | 민주공화당 106석 신민당 50석 무소속 2석                                         |
| 1967년 6월 20일  | 김재위 → 이원홍 | 신민당              | 전국구(자유민주당) | 김재위 신민당 탈당으로 의원직 상실 이원홍 승계 |             | 민주공화당 106석 신민당 50석 무소속 2석                                         |
| 1967년 6월 26일  | 임차주 → 우갑린 | 신민당              | 전국구(민정당)     | 임차주 신민당 탈당으로 의원직 상실 우갑린 승계 |             | 민주공화당 106석 신민당 50석 무소속 2석                                         |

## 같이 보기
- 대한민국 제6대 총선
- 대한민국 제6대 국회의원 목록